# Outlaw Motorcycle Gang

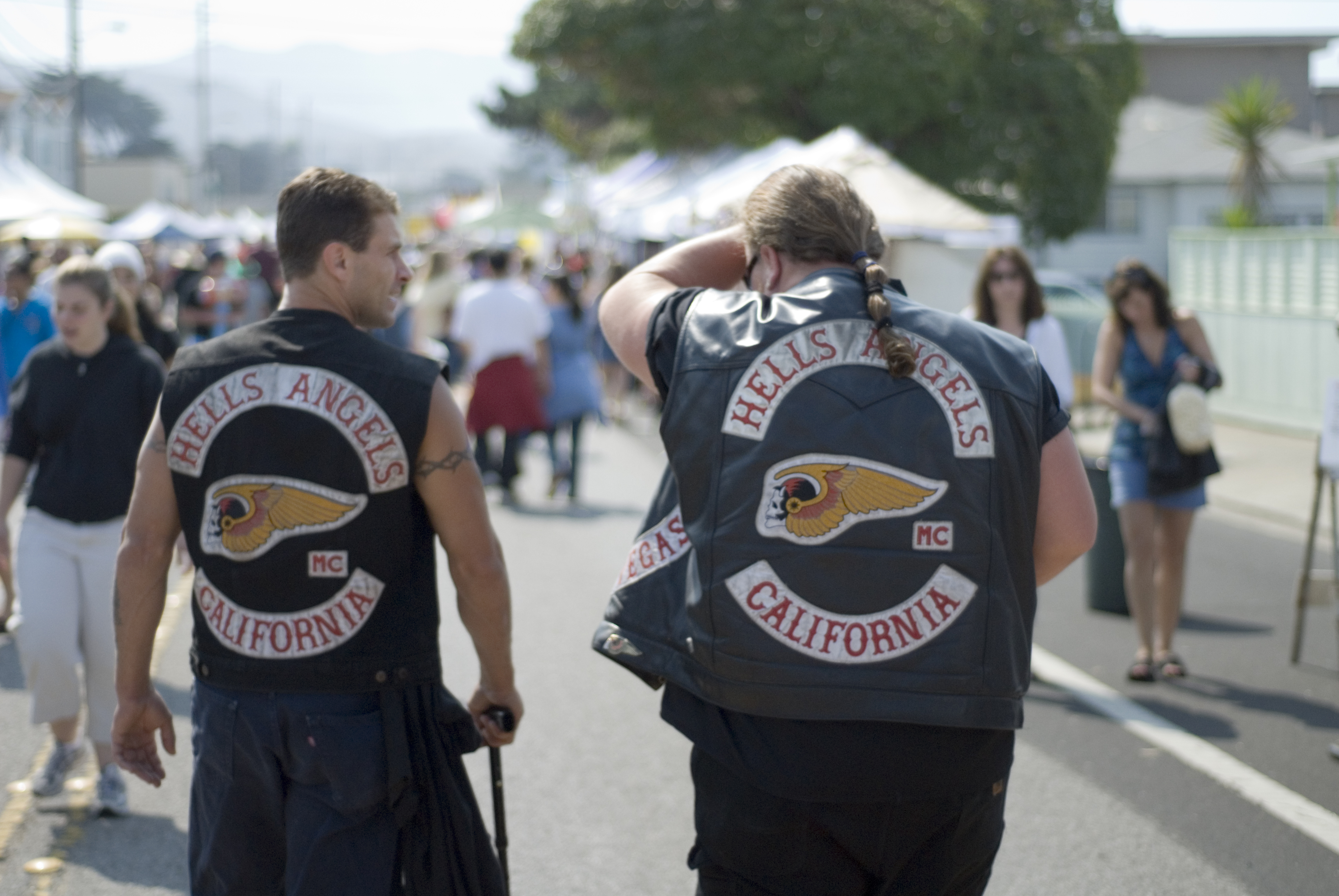
Mitglieder des kalifornischen Charters der Hells Angels mit typischen Lederkutten

Eine Outlaw Motorcycle Gang (auch Outlaw Motorcycle Club, Akronym OMCG oder OMC) ist eine Bezeichnung, die von Strafverfolgungsbehörden in den Vereinigten Staaten geprägt wurde und seit einigen Jahren auch in Europa verwendet wird. Kern der Biker-Subkultur bilden Cruiser- und Chopper-Motorräder insbesondere der Marke Harley-Davidson, das Streben nach Freiheit vom Mainstream und Non-Konformität, die intensive Loyalität zur eigenen Gang und ihren „Gesetzen“. Die gültigen Gesetze werden hingegen abgelehnt und Gangmitglieder demonstrieren explizit die Bereitschaft zu körperlicher Gewalt. Viele der auch international organisierten Outlaw Motorcycle Gangs sind Teil der organisierten Kriminalität und betreiben zur Finanzierung ihrer Aktivitäten Schutzgelderpressung, Drogenhandel und Zuhälterei. Von einer Gang beherrschte Territorien werden gegen andere Gangs auch mit Mord und Totschlag verteidigt, es kommt mitunter zu jahrelang anhaltenden Gang-Kriegen wie zwischen den Hells Angels und Bandidos.

## Entstehung und das „Onepercenter“-Zeichen
Als Entstehungszeitpunkt der OMCG gilt der sogenannte Hollister Bash in der kalifornischen Kleinstadt Hollister. Dort fand am 4. Juli 1947 ein großes Motorrad-Wochenende der American Motorcyclist Association (AMA) statt, bei dem es zu Unruhen und Auseinandersetzungen kam. Im Nachhinein ist umstritten, welche Ausmaße die Ausschreitungen tatsächlich hatten. Die amerikanische Presse berichtete vom Hollister Bash, was sowohl mit Party als auch mit Schlägerei übersetzt werden kann, in unterschiedlicher, meist drastischer Weise, wobei auch gestellte Fotos von angeblich betrunkenen Outlawbikern eingesetzt wurden, von denen eines mit einem großen Artikel im Magazin Life erschien.

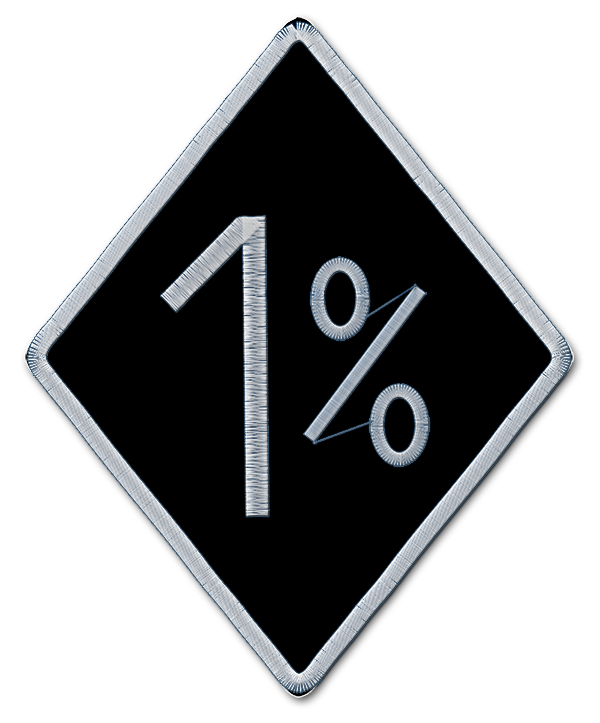
1%er-Zeichen als Aufnäher

Nachdem die AMA angeblich in einer Stellungnahme 99 % der amerikanischen Biker, d. h. ihre eigenen Mitglieder, als rechtschaffene und friedliche Bürger bezeichnet haben soll, die sich mit ihren Familien am Wochenende zu einer Ausfahrt mit dem Motorrad treffen, und den Rest, also 1 % der amerikanischen Biker, als gesetzlose Rauf- und Trunkenbolde abgestempelt haben soll, machten sich die Biker, die sich mit der „Sonntagsfahrermentalität“ der AMA-Mitglieder nicht identifizieren konnten, einen Spaß und nähten sich 1%-Abzeichen auf ihre Kutten.
„Onepercenter“ oder „1%er“ wurde so zur selbstgewählten Bezeichnung für Biker, die ihren Lebensstil ohne Rücksicht und Kompromisse leben wollten. Diese Einstellung wird durch das Tragen eines rautenförmigen Onepercenter-Patch (Aufnäher) auf der Kutte oder durch entsprechende Abzeichen an Motorrädern und Clubhäusern demonstriert. Die Verwendung des 1%-Patch wird in den USA nur bei Outlaw Motorcycle Gangs toleriert. Anderen Bikern werden die Patches unter Gewaltandrohung oder -ausübung abgenommen. In manchen Motorradclubs wird die Bezeichnung Onepercenter wie ein Namenszusatz verwendet.

## Organisierte Kriminalität
Das FBI betrachtet die OMCGs in den USA an den Orten ihrer Aktivität wegen ihrer weitreichenden kriminellen Aktivitäten, ihrer Gewaltbereitschaft und der Gegenwehr gegen Strafverfolgung als Gefahr für die öffentliche Sicherheit. Das FBI hält OMCGs für hochstrukturierte kriminelle Banden, deren Mitglieder Gewaltverbrechen ausüben und u. a. dem Waffen- und Drogenhandel sowie der Schutzgelderpressung und dem Menschenhandel nachgehen. OMCGs haben eine stark zentralisierte Führungsstruktur, die über Regeln über die Mitgliedschaft, deren Auftreten und kriminelle Aktivitäten bestimmt.
2008 gab es nach FBI-Statistik in den USA zwischen 280 und 520 OMCGs, die landesweit, regional oder lokal aktiv waren. Diese OMCGs können eine einzelne Niederlassung (Chapter) haben, oder über weltweit hunderte Chapter verfügen. Das FBI schätzte die Anzahl der OMCG-Mitglieder in den USA 2008 auf etwa 20.000.
Das FBI zählte 2008 fünf OMCGs zu Gangs von nationalem und internationalem Rang:
- Bandidos, mit 2000 bis 2500 Mitgliedern in den USA und weiteren 13 Ländern. Die Bandidos sind besonders im Westen und Süden der USA aktiv, wo sie Transport und Handel mit Kokain, Marihuana und Methamphetamin betreiben.[4]
- Hells Angels, mit 2000 bis 2500 Mitgliedern in 27 Ländern, davon etwa 900 bis 950 in den USA. Die Hells Angels sind im Drogenhandel mit Kokain, Haschisch, Heroin, LSD, MDMA und PCP aktiv, und begehen u. a. Schutzgelderpressung, schwere Körperverletzung, Mord und Geldwäsche.[4]
- Mongols, mit 800 bis 850 Mitgliedern in den USA. Aktiv im Drogenhandel mit Kokain, Marihuana und Methamphetamin. Die Mongols verteidigen ihr Territorium gegen Rivalen mit Mord.[4]
- Outlaws, mit etwa 1700 Mitgliedern in 13 Ländern, davon 700 Mitglieder in den USA. Der Klub dominiert das Gebiet der Großen Seen und ist im Drogenhandel u. a. mit Methamphetamin aktiv. Die Outlaws verüben Brandstiftung, Körperverletzung, Schutzgelderpressung, Mord, Geldwäsche und Zuhälterei.[4]
- Sons of Silence, mit 250 bis 275 Mitgliedern in den USA. Mitglieder der Sons of Silence haben Delikte wie Mord, Körperverletzung, Drogenhandel, Schutzgelderpressung, Zuhälterei, Geldwäsche und Waffenhandel begangen. Sie gelten als gewalttätigste MC-Gang in den USA.[4]

In Deutschland wurden einzelne Chapters von OMCGs von den jeweils örtlich zuständigen Bundesländern verboten, siehe Liste von Motorcycle-Club-Verboten in Deutschland.

## Trivia
- Sons of Anarchy ist eine US-amerikanische Dramaserie über einen fiktiven Motorradclub Sons of Anarchy Motorcycle Club Redwood Original (wird in der Serie oft als SAMCRO abgekürzt oder weiter zu Sam Crow verballhornt). Eine Spin-off-Serie unter dem Namen Mayans M.C. wurde von 2018 bis 2023 produziert.